# Paulina de Souza Queiroz

Armas do barão de Limeira.

Paulina de Souza Queiroz foi uma filantropa brasileira, fundadora da Creche Baroneza de Limeira. Criou também a Sociedade Feminina de Puericultura, em 1914, que mantinha as instituições de benemerência Gota de Leite e Creche Baroneza de Limeira.
Em 1939, o então prefeito de capital, Adhemar de Barros, por decreto criou a Escola D. Paulina de Souza Queiroz, voltada para crianças deficientes. Era filha da Baronesa de Limeira e não deixou filhos. A Prefeitura de São Paulo homenageou Dona Paulina, pelos seus atos e a grande doação de terras na área central de São Paulo, dando seu nome a um viaduto da cidade, o Viaduto Dona Paulina.